# KF Gramshi
Klubi Futbollistik Gramshi, kortweg KF Gramshi, is een Albanese voetbalclub uit Gramsh, de hoofdstad van het gelijknamige district in de prefectuur Elbasan. Gramshi speelt zijn thuiswedstrijden in het Mislim Koçi Stadium, dat plaats biedt aan zo'n 1.500 toeschouwers. De club is voornamelijk actief op het derde niveau van Albanië, de Kategoria e Dytë.
Groep A (noord): Adriatiku · Albanët · Basania · Besëlidhja · Gramshi · Luzi · Murlani · Naftëtari · Sopoti · Tërbuni · Veleçiku

Groep B (zuid): Butrinti · Delvina · Devolli · Këlcyra · Luftëtari · Maliqi · Memaliaj · Oriku · Shkumbini · Tomori · Turbina ·